# Осова (Рівненський район)
Осова́ — село в Україні, у Рівненському районі Рівненської області. Населення становить 223 осіб. Орган місцевого самоврядування — Костопільська міська рада..

## Символіка
Символи затверджені 28 листопада 2024 року рішенням Костопільської міської ради. Автори – А. Гречило та Ю. Терлецький.

### Герб
У зеленому полі на гілці золотого дерева сидить така ж сова, у червоній главі срібний укорочений розширений хрест, обабіч нього - по золотій сосновій шишці.
Сова є асоціативним символом співзвучним до назви села (герб є промовистим). Хрест у червоному полі підкреслює приналежність до Рівненської області. Соснові шишки і зелене поле вказують на розташування села серед лісів, природні багатства та щедрість місцевої флори. Щит увінчано золотою сільською короною з колосків, що вказує на статус села.

### Прапор
Квадратне полотнище, що складається з двох вертикальних смуг - червоної від древка та зеленої з вільного краю (співвідношення їхніх ширин становить 2:5), на червоній смузі білий укорочений розширений хрест, над та під ним - по жовтій сосновій шишці, на зеленім полі на гілці жовтого дерева сидить така ж сова.

## Історія
У 1906 році село Стидинської волості Рівненського повіту Волинської губернії. Відстань від повітового міста 50 верст, від волості 20. Дворів 82, мешканців 610.